# Rétromobile

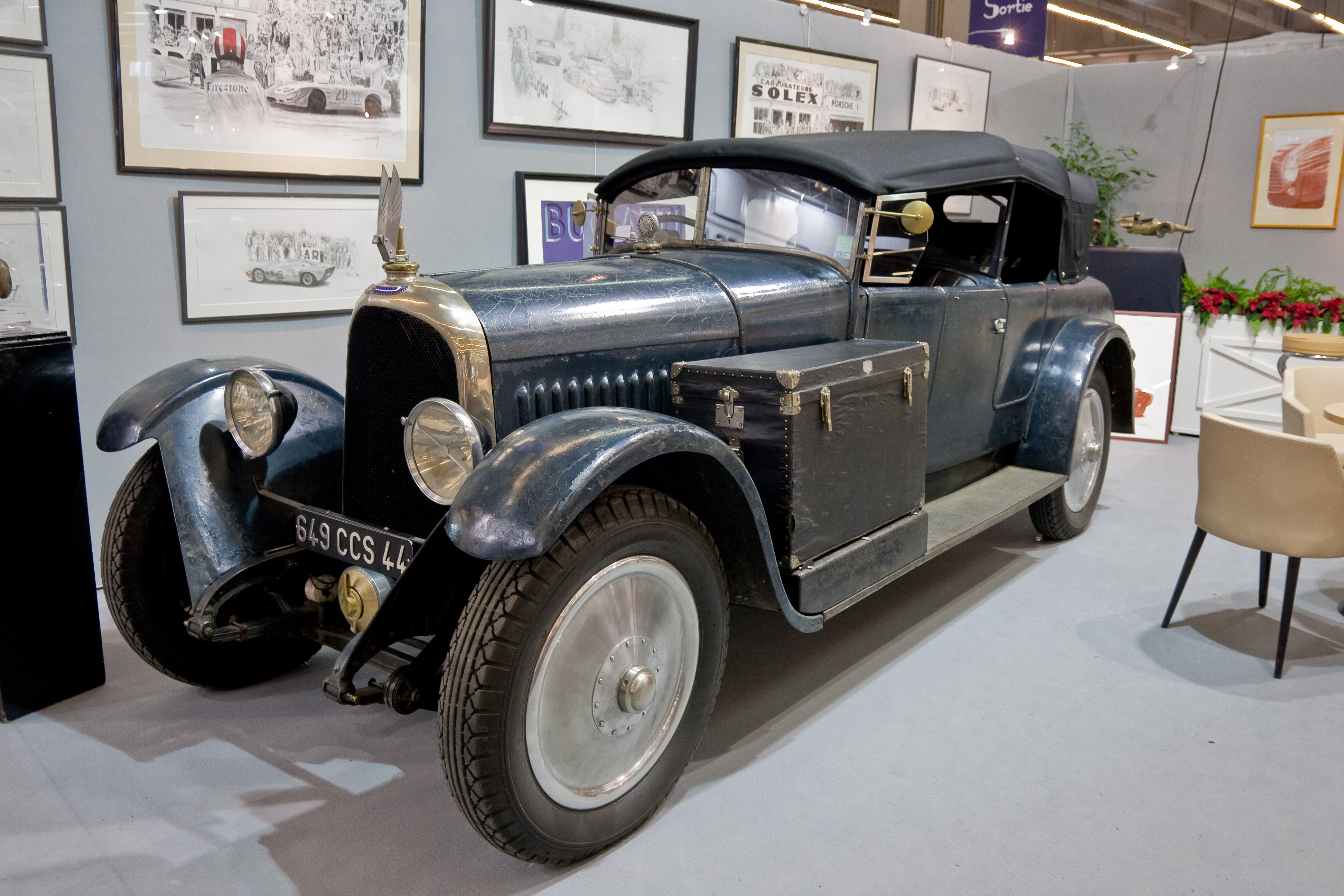
Exponát na výstavě (2010)

Rétromobile je výstavní autosalon věnovaný automobilovým veteránům. Odehrává se každoročně v únoru v Paříži na Výstavišti Porte de Versailles.
V roce 2008 navštívilo výstavu 90 237 návštěvníků. V roce 2011 se konal 36. ročník, který byl zaměřen na motocykly a na tzv. youngtimery (vozidla ze 70. a 80. let). Se šesti vozy se na tomto ročníku představila i Škoda Auto.